# Konstytucja Meiji

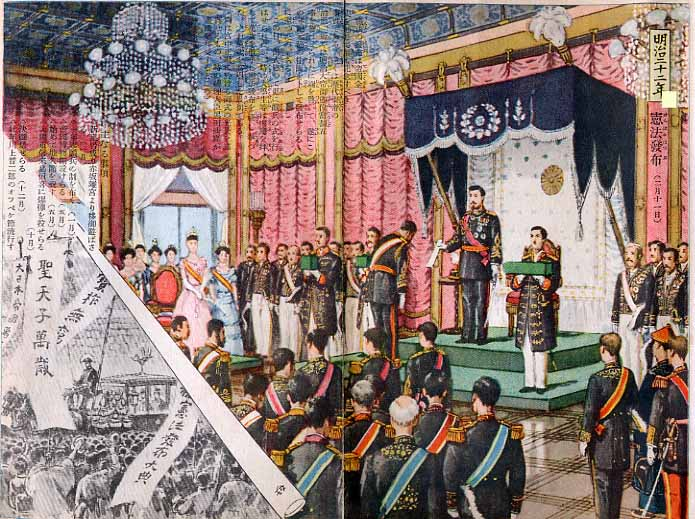
Ogłoszenie Konstytucji Cesarstwa Wielkiej Japonii (rys. z 1931 r.)

Konstytucja Meiji (jap. 大日本帝国憲法 Dai-Nippon Teikoku Kenpō; Konstytucja Cesarstwa Wielkiej Japonii) – dawna japońska konstytucja, proklamowana 11 lutego 1889 roku, weszła w życie 29 listopada 1890 roku. Obowiązywała przez część okresu Meiji, cały okres Taishō i część okresu Shōwa. Przestała obowiązywać w 1946 roku, w związku z klęską Japonii w II wojnie światowej.

## Opis
Konstytucja zapewniała cesarzowi zwierzchnią rolę nad innymi organami: 
- zatwierdzanie ustaw uchwalanych przez parlament złożony z Izby Arystokracji (Kizoku-in, tłum. także jako Izba Parów) i Izby Reprezentantów (Shūgi-in)[1];
- mianowanie i odwoływanie wyższych urzędników cywilnych i wojskowych, naczelnego dowództwa sił zbrojnych;
- wypowiadanie wojny i zawieranie pokoju;
- nadawanie odznaczeń i tytułów;
- stosowanie prawa łaski.

Na równi z konstytucją traktowana była ustawa Kōshitsu Tenpan („Ustawa o Dworze Cesarskim”) regulująca m.in. następstwo tronu, członkostwo w rodzinie cesarskiej i inne sprawy związane z Dworem Cesarskim. W rozdziale I art. 3. stwierdzała, iż: „Cesarz jest święty i nienaruszalny”.
Po klęsce Japonii w II wojnie światowej konstytucja Meiji została zastąpiona przez konstytucję przyjętą w 1946 roku (日本国憲法 Nihon-koku Kenpō lub Nippon-koku Kenpō, Konstytucja Państwa Japonii), zwaną także konstytucją Shōwa. 

## Galeria

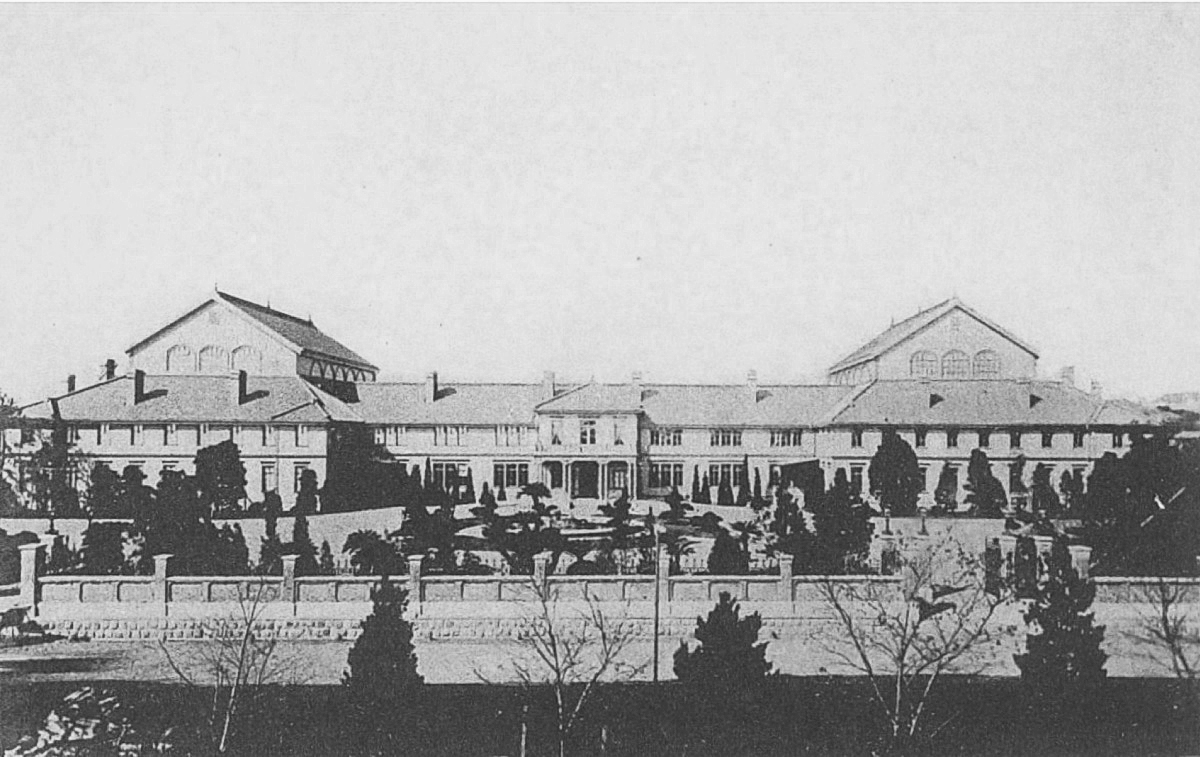
Pierwszy budynek parlamentu 1890-1891 (spłonął po 2 miesiącach od wybudowania)
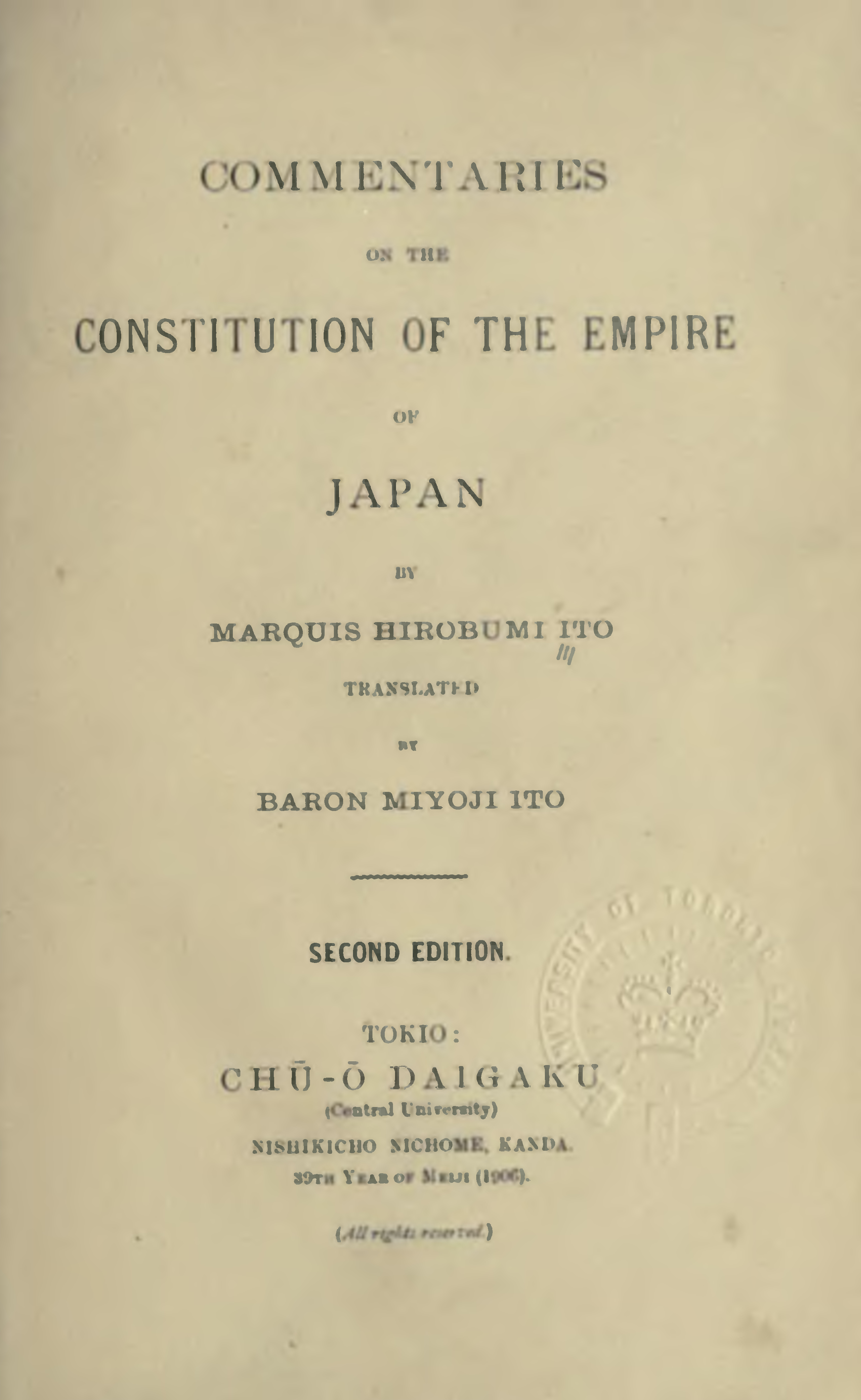
Hirobumi Itō, Komentarze do konstytucji cesarstwa (1906)
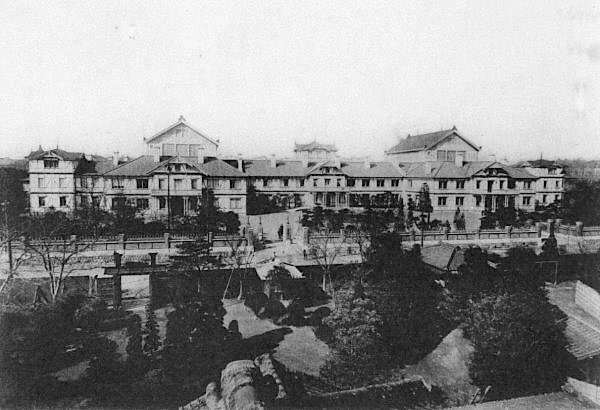
Drugi budynek parlamentu 1891-1925

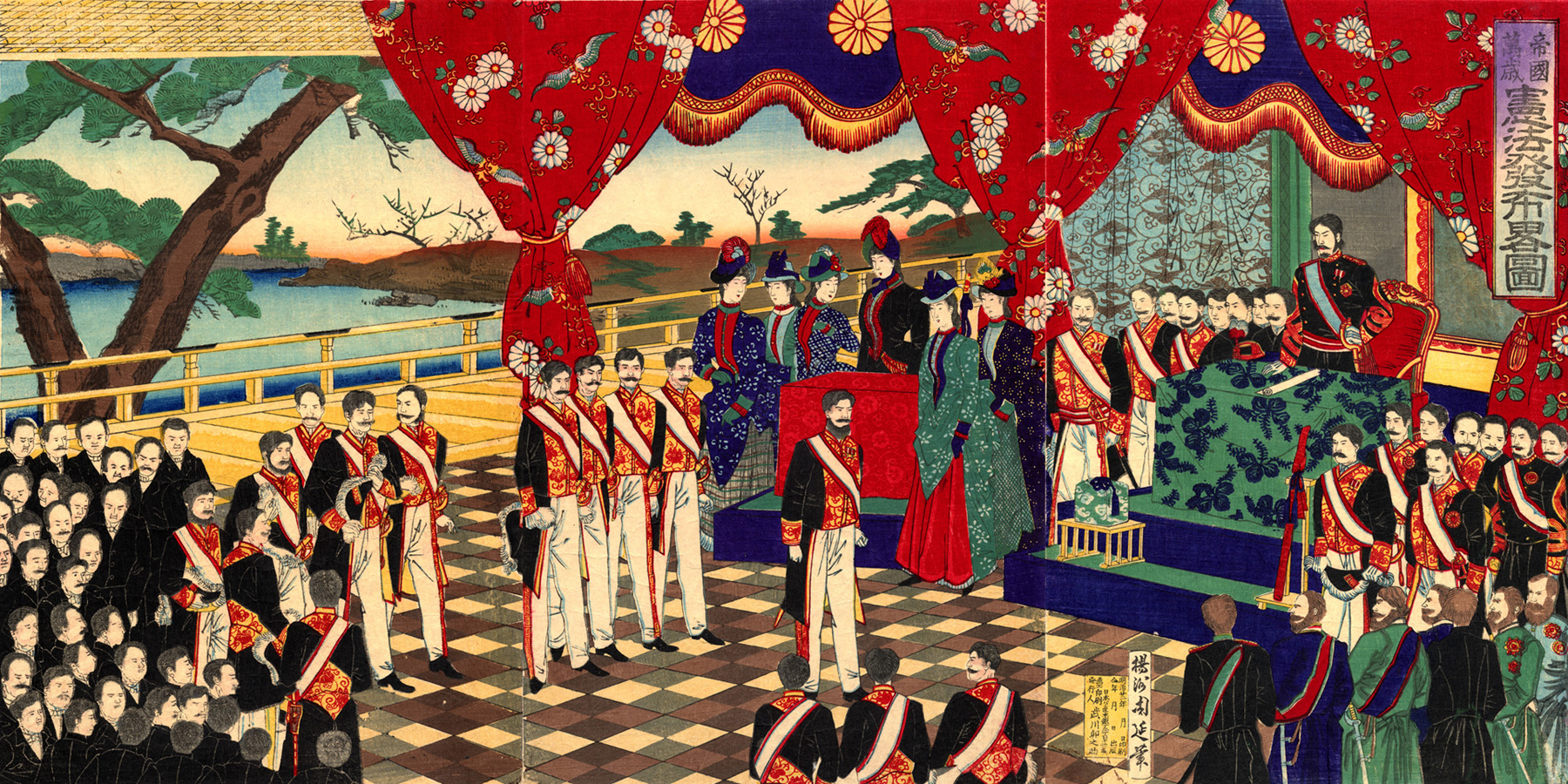
Chikanobu Toyohara (1838-1912), Proklamacja konstytucji, 1889
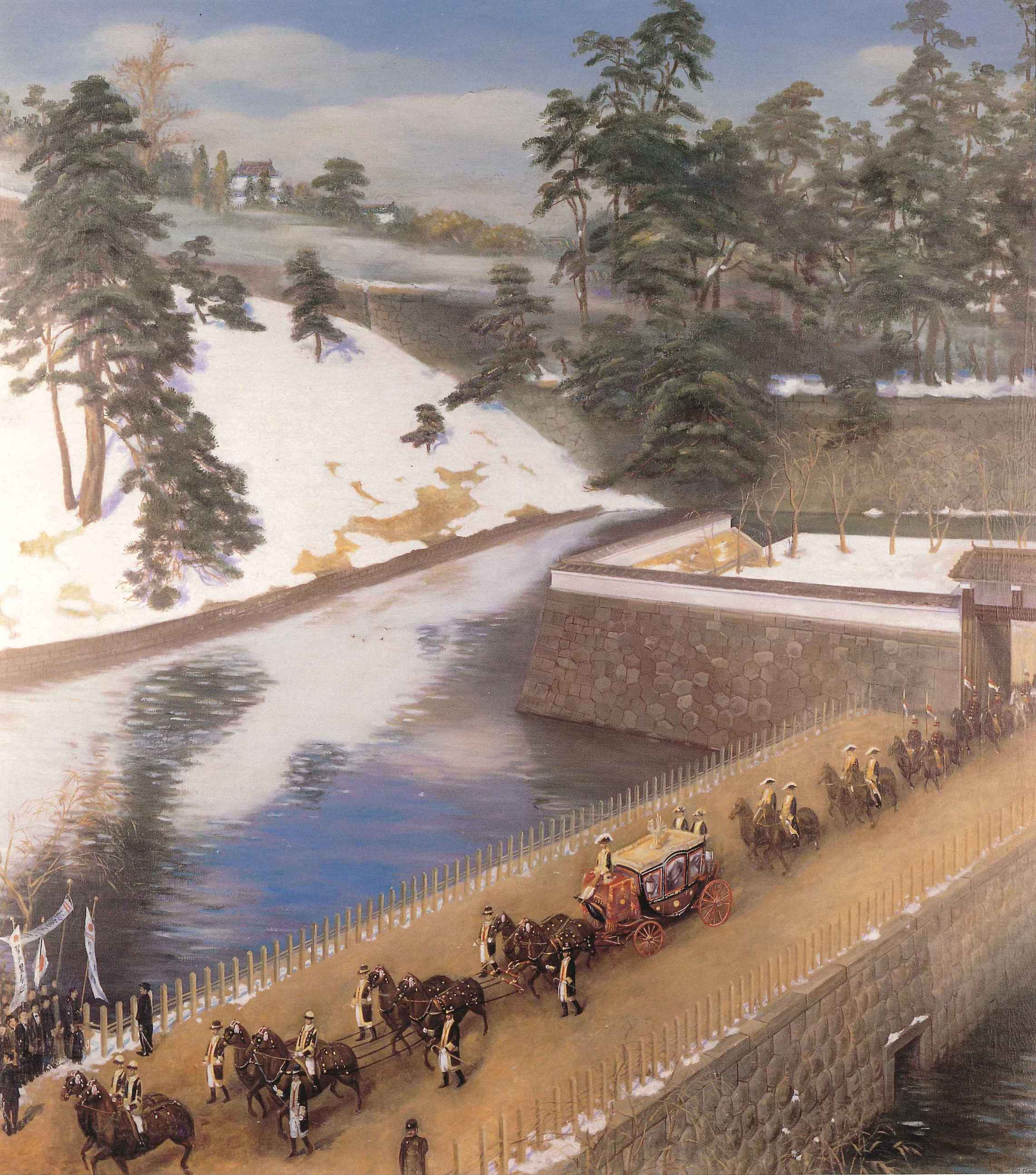
Tokurō Katada (1889-1934,）Para cesarska udaje się na paradę wojskową z okazji ogłoszenia konstytucji, 11 lutego 1889 r.
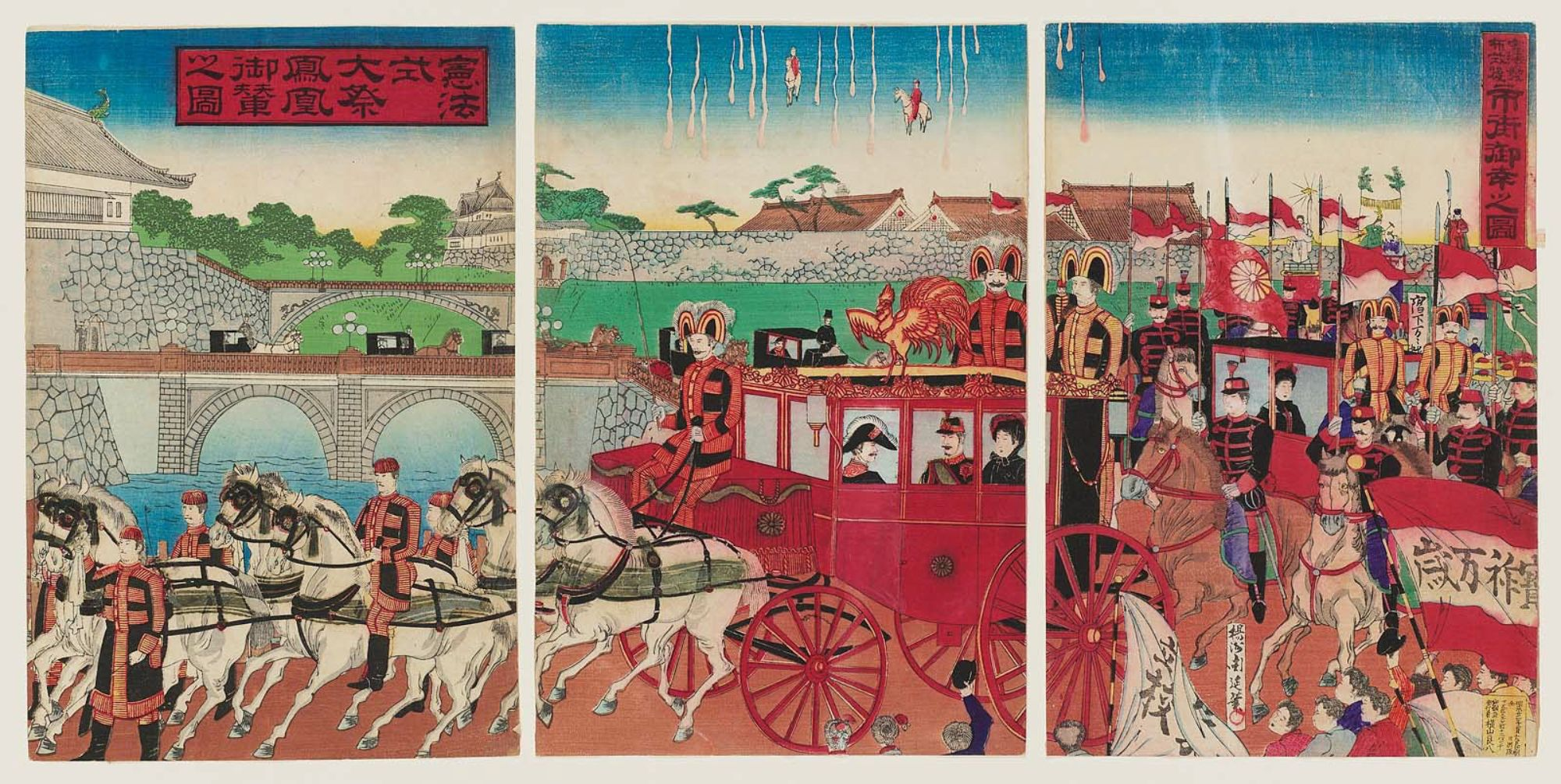
Chikanobu Toyohara, Przejazd orszaku cesarskiego przez miasto po ceremonii proklamowania konstytucji